# Langstedt
Langstedt (tiếng Đan Mạch: Langsted) là một đô thị thuộc huyện Schleswig-Flensburg, trong bang Schleswig-Holstein, nước Đức. Đô thị Langstedt có diện tích 13,19 km², dân số thời điểm 31 tháng 12 năm 2006 là 1035 người.